# DJ Project
DJ Project è un gruppo musicale romeno, composto da Gino Manzotti (Handke Giuseppe) e DJ Maxx (Ovidiu Florea) come compositori e Ioana Ignat come cantante. Il gruppo nasce nel 2000 a Timișoara ed il primo album dal titolo (Experience) viene lanciato nel 2001. 
Il singolo di maggior successo è Lumea ta (tradotto in italiano significa "il tuo mondo"), pubblicato nel 2004 ed uscito nella versione in lingua inglese l'anno seguente (pubblicandolo però non come Dj Project ma come Elena).
Agli MTV Europe Music Awards 2006 i DJ Project vincono il premio come "Best Romanian Act".
Nel 2006 e 2007 il gruppo riceve il premio come miglior gruppo dance agli MTV Romania Awards.
Nel giugno del 2007 il gruppo lancia l'album dal titolo Două anotimpuri al cui interno si trovano alcuni successi l'omonimo Două anotimpuri (Due Stagioni), "Lacrimi de Inger" (Lacrime d'angelo) e "Wherever U Go" (Ovunque tu vada)
Nei primi mesi del 2008 il gruppo fa la prima uscita americana: Before I Sleep (Prima di dormire). L'album è anche qui pubblicato a nome della cantante Elena, cosa che viene fatta in altri stati europei come l'Inghilterra. L'album entra su iTunes il 18 marzo 2008 ed diventa disponibile in CD a partire da aprile dello stesso anno.

## Discografia

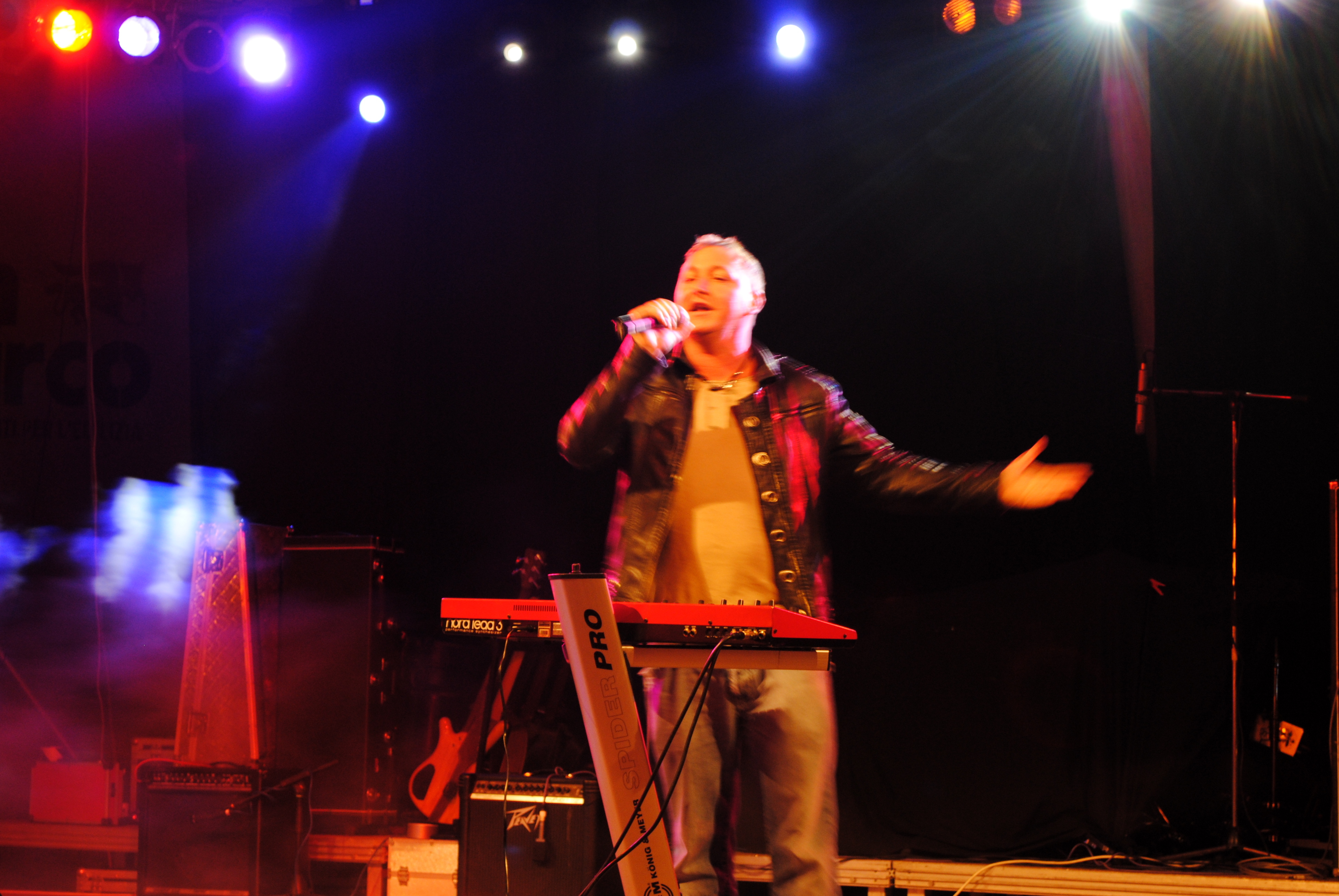
DJ Gino Manzotti

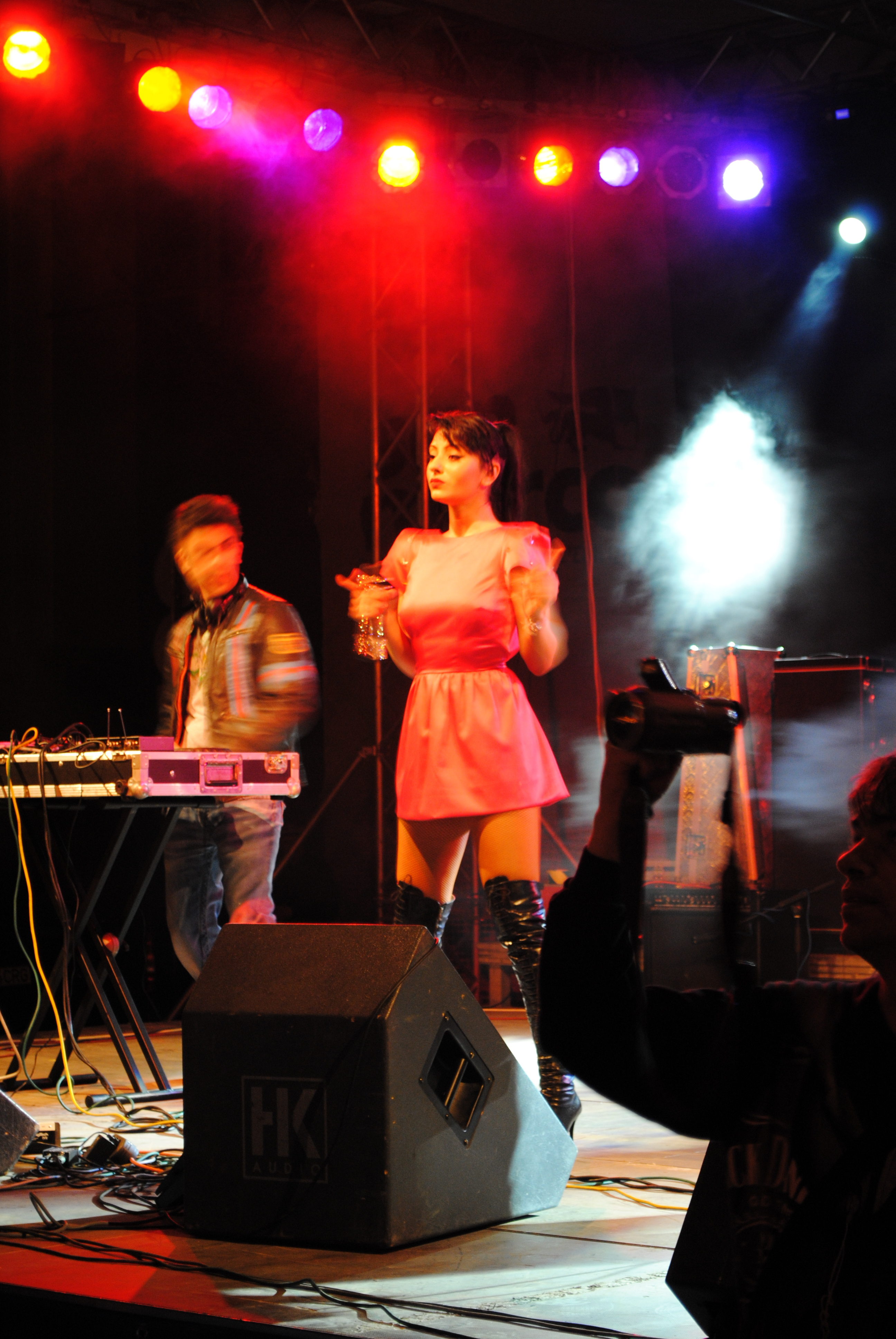
Giulia Anghelescu

### Album in studio
- 2001 – Experience
- 2002 – Spune-mi tot ce vrei
- 2004 – Lumea ta
- 2005 – Șoapte
- 2006 – Povestea mea
- 2007 – Două anotimpuri
- 2009 – In the Club

### Singoli
- 2005 – Privirea ta
- 2006 – Încă o noapte
- 2008 – Prima noapte
- 2008 – Departe de noi
- 2008 – Hotel
- 2009 – Miracle Love
- 2009 – Over and Over Again
- 2009 – Nu
- 2010 – Regrete
- 2011 – Mi-e dor de noi
- 2012 – Crazy in Love (feat. Giulia)
- 2012 – Bun Ramas (feat. Adela)
- 2017 – Omnia (con Mira)
- 2019 – Retrograd (con Andia)